# Nado sincronizado no Campeonato Mundial de Esportes Aquáticos de 2009 - Combinação rotina livre
A combinação rotina livre do nado sincronizado no Campeonato Mundial de Esportes Aquáticos de 2009 foi realizada nos dias 21 e 22 de julho no Stadio Pietrangeli em Roma.

## Calendário
| Fase         | Data     |
| ------------ | -------- |
| Eliminatória | 21/julho |
| Final        | 22/julho |

## Medalhistas
| Ouro    | Prata | Bronze |
| Espanha | China | Canadá |

## Resultados

### Eliminatória
Esses foram os resultados da primeira fase:
| Posição | País              | Nota   |
| ------- | ----------------- | ------ |
| 1       | ESP Espanha       | 97,500 |
| 2       | CHN China         | 96,666 |
| 3       | CAN Canadá        | 96,000 |
| 4       | ITA Itália        | 95,000 |
| 5       | JPN Japão         | 94,667 |
| 6       | UKR Ucrânia       | 93,667 |
| 7       | GBR Grã-Bretanha  | 88,833 |
| 8       | BRA Brasil        | 88,333 |
| 9       | BLR Bielorrússia  | 86,833 |
| 10      | MEX México        | 86,667 |
| 11      | NED Países Baixos | 86,500 |
| 12      | EGY Egito         | 80,834 |
| 13      | GER Alemanha      | 80,167 |

### Final
Esses foram os resultados da final:
| Posição           | País          | Nota   |
| ----------------- | ------------- | ------ |
| Medalha de ouro   | ESP Espanha   | 98,333 |
| Medalha de prata  | CHN China     | 97,667 |
| Medalha de bronze | CAN Canadá    | 96,167 |
| 4                 | Itália        | 95,667 |
| 5                 | Japão         | 94,833 |
| 6                 | Ucrânia       | 94,334 |
| 7                 | Reino Unido   | 89,334 |
| 8                 | Brasil        | 88,667 |
| 9                 | Bielorrússia  | 87,333 |
| 10                | México        | 86,833 |
| 11                | Países Baixos | 86,500 |
| 12                | Egito         | 80,333 |